# Den Nordiske Investeringsbank
Den Nordiske Investeringsbank, forkortet NIB, er et internationalt finansieringsinstitut, som ejes af Danmark, Estland, Finland, Island, Letland, Litauen, Norge og Sverige. Banken driver udlånsvirksomhed både i sine medlemslande og i vækstøkonomier.
NIBs vision er en blomstrende og bæredygtig Nordisk-baltisk region. NIB finansierer projekter, der forbedrer konkurrencedygtigheden og miljøet i de nordiske og baltiske lande. De NIB-finansierede projekter skal forbedre konkurrencedygtigheden for medlemslandene ved at støtte vækst i produktiviteten gennem
- teknisk fremskridt og innovation
- udvikling af menneskelig kapital
- forbedringer af infrastrukturen
- øget markedseffektivitet

Hvad angår miljøet, giver NIB lån til projekter, der vil føre til
- forbedret ressourceeffektivitet
- udvikling af en konkurrencedygtig lavemissionsøkonomi
- beskyttelse af miljøet og økosystemsydelser
- udvikling af ren teknologi

Projekter, der kommer i betragtning med hensyn til finansiering, vurderes ud fra et perspektiv om bæredygtig vækst. NIB analyserer deres effekt på konkurrenceevnen og miljøet såvel som deres indirekte påvirkninger på økonomien og samfundet.[kilde mangler]
NIB skaffer midlerne til udlån ved at udstede obligationer, som sælges på det internationale kapitalmarked.

## Eksternt link
- http://www.nib.int Arkiveret 6. september 2017 hos  Wayback Machine